# Набережная Космонавтов (Саратов)
На́бережная Космона́втов — улица в Саратове, тянущаяся от улицы Большая Садовая до Предмостовой площади. Протяжённость — 5,5 км. Вниз и вверх по течению реки от неё также производится берегоукрепление с благоустройством, которые неофициально называются Новой и Новейшей набережной.
К набережной примыкают улицы Бабушкин взвоз, Некрасова, Комсомольская, Князевский взвоз, Октябрьская, Обуховский взвоз, Московская, Валовая.
Почти у въезда на мост через Волгу находится Бальнеологическая лечебница.

## История

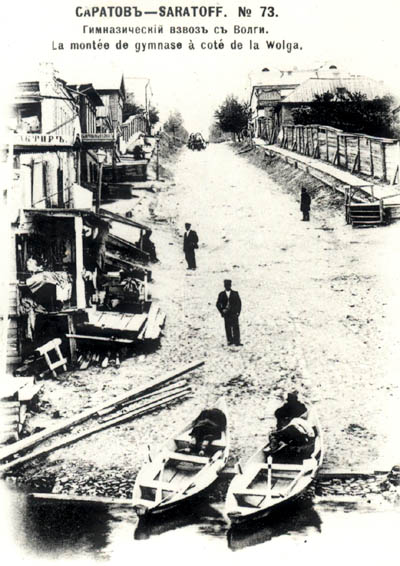
Гимназический взвоз (улица Некрасова)

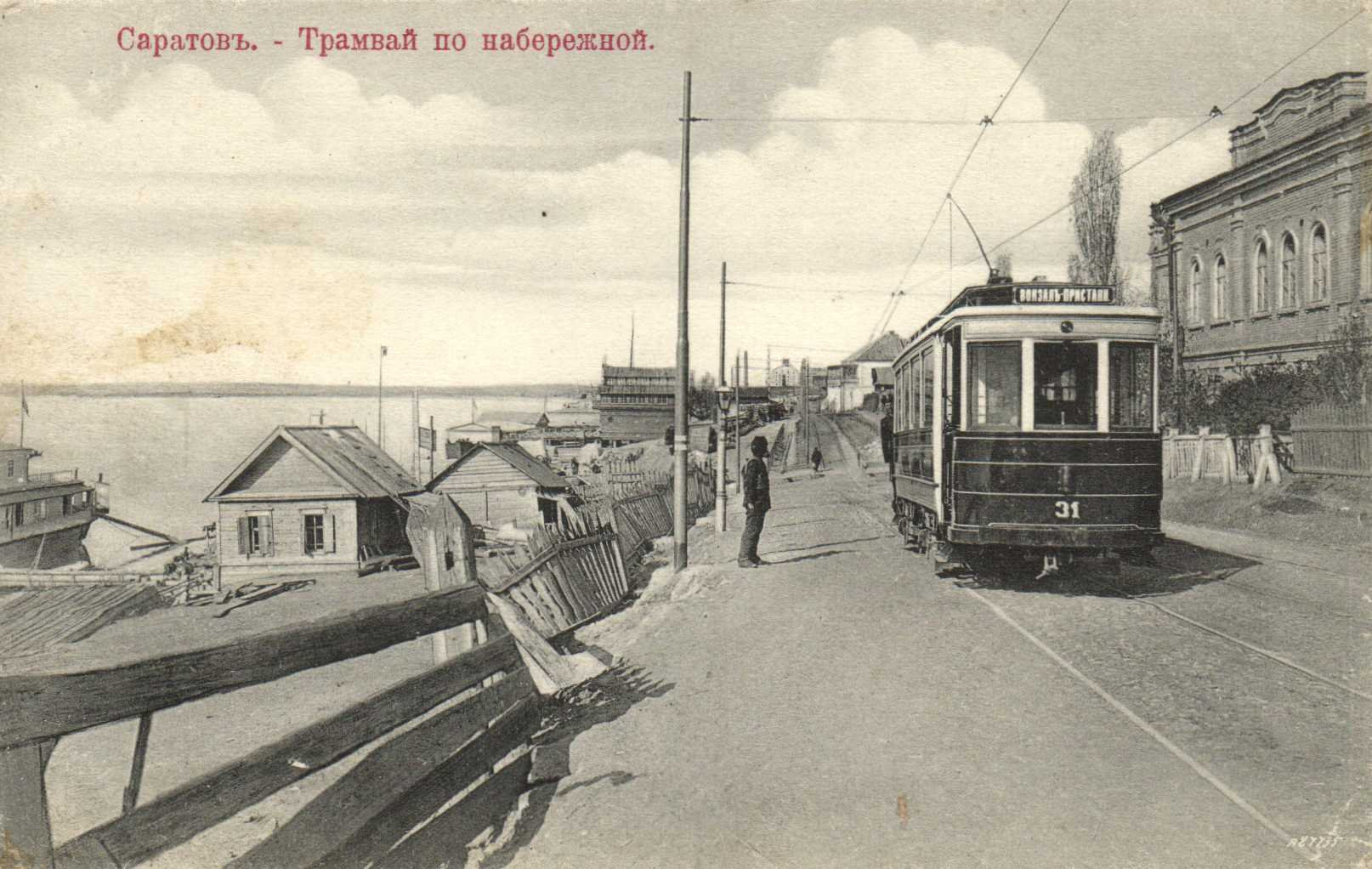
Трамвай на Миллионной (Набережной)

В XVIII и XIX веках набережной в Саратове не было. Это были задворки города, на которой располагались пристани. Прямо на берегу и в сараях был свален всевозможный груз, ждущий отправки на пароходах. Прибрежная часть Саратова представляла собой узкие улочки, где жили в своих домах грузчики и рабочий люд. Улица, тянувшаяся вдоль Волги, иронически именовалась Миллионной.
Вопрос о строительстве набережной в Саратове ставился перед городской думой в 1902 году, затем в 1906 году, но средства на обустройство так и не были изысканы. С установлением в городе Советской власти вновь начинает подниматься вопрос о благоустройстве города, о необходимости планировки набережной и высадки зелёных насаждений.
В 1922 году на техническом совещании при Губкомунотделе состоялся доклад профессора А. М. Фролова «О сооружении в Саратове набережной». Согласно этому проекту предусматривалось строительство набережной в два яруса, при этом нижний ярус мог затапливаться водой при половодье. У берега должны быть дебаркадеры, далее улица шириной десять метров, предусматривалось место и для путей городской линии Рязано-Уральской железной дороги и для устройства временных складов. Верхний ярус — улица, застроенная жилыми домами. Эту улицу пересекали 12 взвозов. Линия причалов должна была пройти от Глебучева до Белоглинского оврага.
В 1926 году был предложен иной проект обустройства набережной. В этом проекте по верхнему ярус должна была пройти линия пассажирского трамвая. По нижнему ярусу должна была проходить линия грузового трамвая, линия железной дороги (от станции на Ильинской площади). Предлагалось значительно расширить некоторые взвозы и приспособить их для движения грузового трамвая.
Обустройству набережной всегда мешали обстоятельства, находились более неотложные для города нужды. Наконец в 1947 году дело сдвинулось с мёртвой точки: была выполнена планировка отдельных спусков к Волге, на одном из взвозов была сделана деревянная лестница. Вдоль Волги, по линии будущей набережной было начато сооружение домов в стиле сталинского ампира, которые на многие десятилетия станут визитной карточкой города.
В 1959 году институт Гипрогор получил заказ на разработку проекта набережной. Авторами проекта стали архитектор Э. М. Петрушенко и инженер В. С. Делиникайтис. Озеленение было поручено разработать проектно-сметной конторе облкомхоза.
Строительство набережной шло методом народной стройки. Каждому району города был отведён определённый участок строительных, дорожных, озеленительных и земляных работ. При выполнении проекта и работ учитывалось то, что одновременно строилась Волгоградская ГЭС, следовательно, должен был измениться уровень воды в Волге. Уже с 1958 года начаты были работы по инженерной защите набережной.
Набережная Космонавтов выполнена в 4 яруса от Бабушкина до Обуховского взвоза, далее остаётся два яруса. Четвёртый ярус набережной граничит с жилой застройкой города. На третьем ярусе создан бульвар с тенистой аллеей. На втором ярусе террасы высажены многолетние цветы. Первый ярус — прогулочная аллея вдоль Волги.
В 1962 году набережной было присвоено новое имя — Набережная Космонавтов. Название было дано в честь приземления первого космонавта планеты Ю. А. Гагарина неподалёку от Саратова.
В 2020 году началась реконструкция набережной от Обуховского переулка до Бабушкиного взвоза. На верхнем ярусе набережной заменили полотно. Вместо асфальта была уложена плитка, участок закрыт для движения автомобилей. На остальных ярусах старой набережной также заменили асфальтовое покрытие на плитку, заново укрепили склоны, заменили трубы, провели инженерные коммуникации. Старые и новые лестничные проёмы обложили туфом. Там, где была возможность, его отремонтировали, где нет — закупили новый. Установили детские площадки. Окончательно эти работы были завершены в сентябре 2021 года.

### Новые участки
В 2007 году началось строительство продолжения набережной. Первый новый участок протяжённостью 600 метров (от Провиантской до Вольской) был открыт 31 августа 2012 года, хотя по первоначальным планам его должны были открыть к 2010 году.
Вторую очередь новой набережной протяжённостью 800 метров (от Бабушкина взвоза до Провиантской) открыли 6 сентября 2013 года, причём строительство было начато ещё в 2011 году.
В июне 2019 года началось строительство третьей очереди новой набережной от Шелковичной до ул. 2-й Садовой протяжённостью 531 м. Ранее были завершены работы по строительству участка протяжённостью 400 м от ул. Вольской до ул. Шелковичной. Устроен песчаный откос, лестницы, тротуары, пандусы, молы, освещение и ограждения, благоустроена прилегающая территория: установили перголы, спортивные площадки, 11 качелей — 5 при входе и 6 в зоне пергол. Для детей появился целый четырёхметровый комплекс. Строительство очередного участка набережной и саратовского пляжа было завершено в июле 2021 года. 2 июля 2021 года специалисты Роспотребнадзора и ГИМС выдали разрешения на функционирование пляжа, который открылся 4 июля.
Для подхода к новому городскому пляжу обустроены два спуска: первый — по 2-й Садовой от улицы Чернышевского, где раньше был тупик. Сделанный пешеходный участок замкнул 8-километровое пешеходное кольцо. Второй спуск был открыт к пешеходной зоне с улицы Шелковичной.
Также в рамках строительства набережной с пляжем в посёлке Юриш построены новые эллинги для перенесённых с реконструируемого участка лодочных баз.
Осенью 2021 года была определён подрядчик по строительству следующего участка набережной протяжённостью 1169 м от 2-й Садовой до Большой Садовой. Стоимость работ в ходе торгов была снижена с 2,25 до 2,083 млрд рублей. Первоначально работы планировалось завершить к концу 2022 года, но участок был открыт лишь 3 июня 2023 года. На всем протяжении построены лестницы, спуски к воде, ограждение и прочее. Официальное разрешение на ввод в эксплуатацию было выдано только 15 декабря 2023 года — через полгода после открытия.
По состоянию на начало 2024 года, общая протяжённость благоустроенного берега Волги от Большой Садовой улицы до моста через Волгу составляет около 5,5 километров. Работы по строительству набережной планируют продолжать — как в направлении посёлка Затон (к северу), так и в Заводском районе (к югу). В результате общая протяжённость набережной Волги может достичь 9 километров.

## Достопримечательности
На примыкании к набережной Октябрьской улицы образована площадь Федина. На ней установлен памятник Константину Федину (архитектор Менякин Ю. И., скульпторы Кибальников А. П., Протков В. И.).
В доме № 5 на протяжении 40 лет жил и работал архитектор Юрий Иванович Менякин, автор мемориального комплекса Журавли в Парке Победы, о чём на доме установлена мемориальная доска. На примыкающей к набережной площади имени Юрия Гагарина установлен памятник Гагарину.
На набережной напротив Бабушкиного взвоза долгие годы существует клуб «Нептун» для любителей зимнего плавания. Традиционно каждый год на крещение здесь вырубается во льду большая прорубь и осуществляется массовое купание. У Бабушкиного взвоза находится Ротонда и скульптура влюблённым. На набережной, рядом с речным вокзалом находится гостиница «Словакия». С набережной открывается вид на автодорожный мост через Волгу. На пересечении набережной и улицы Московская находится здание речного вокзала.

Памятник Федину
Памятник Гагарину
Скульптура «Одноклассники»
Скульптура «Послевоенное детство»
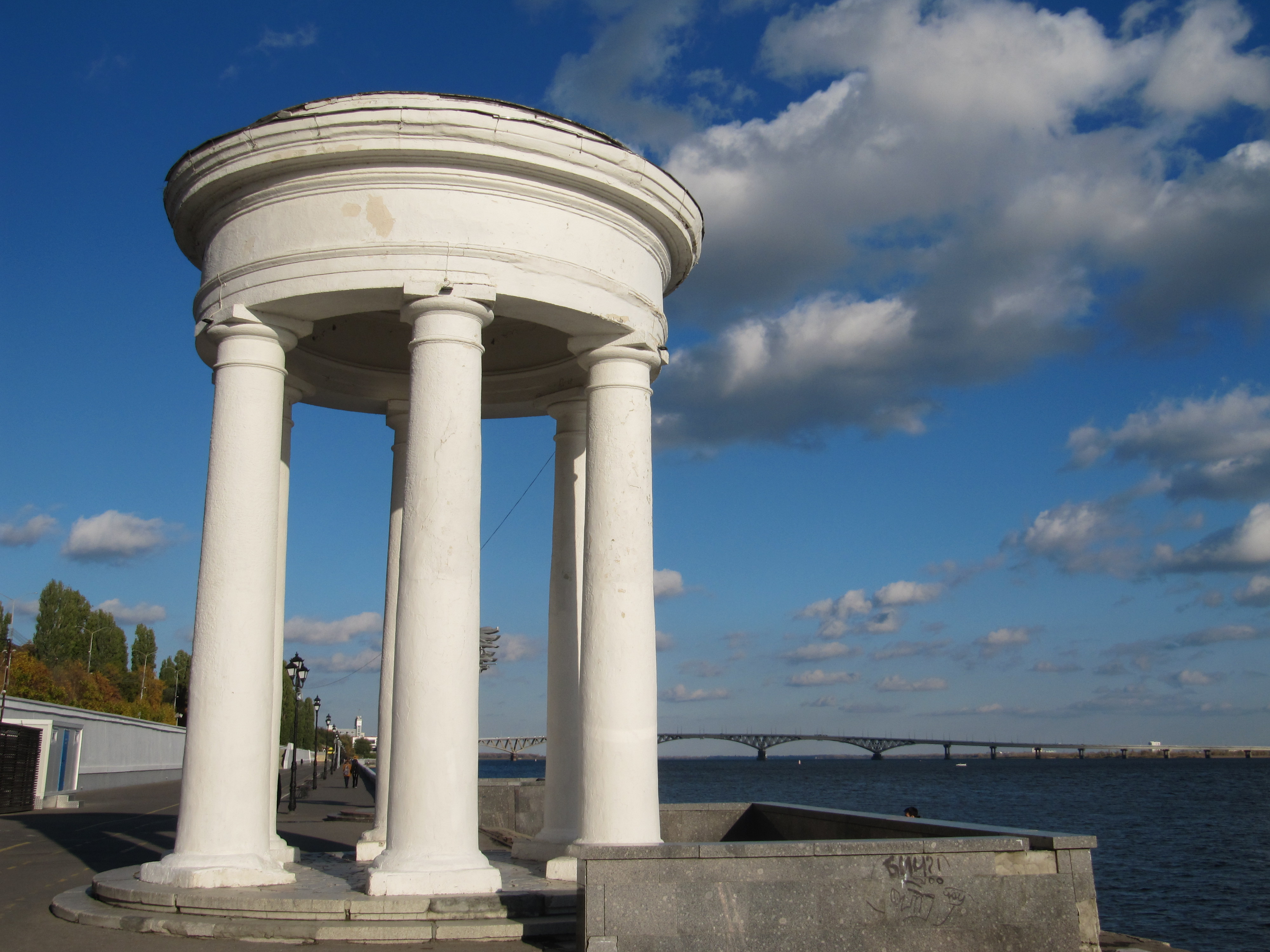
Ротонда
Скульптура влюблённым
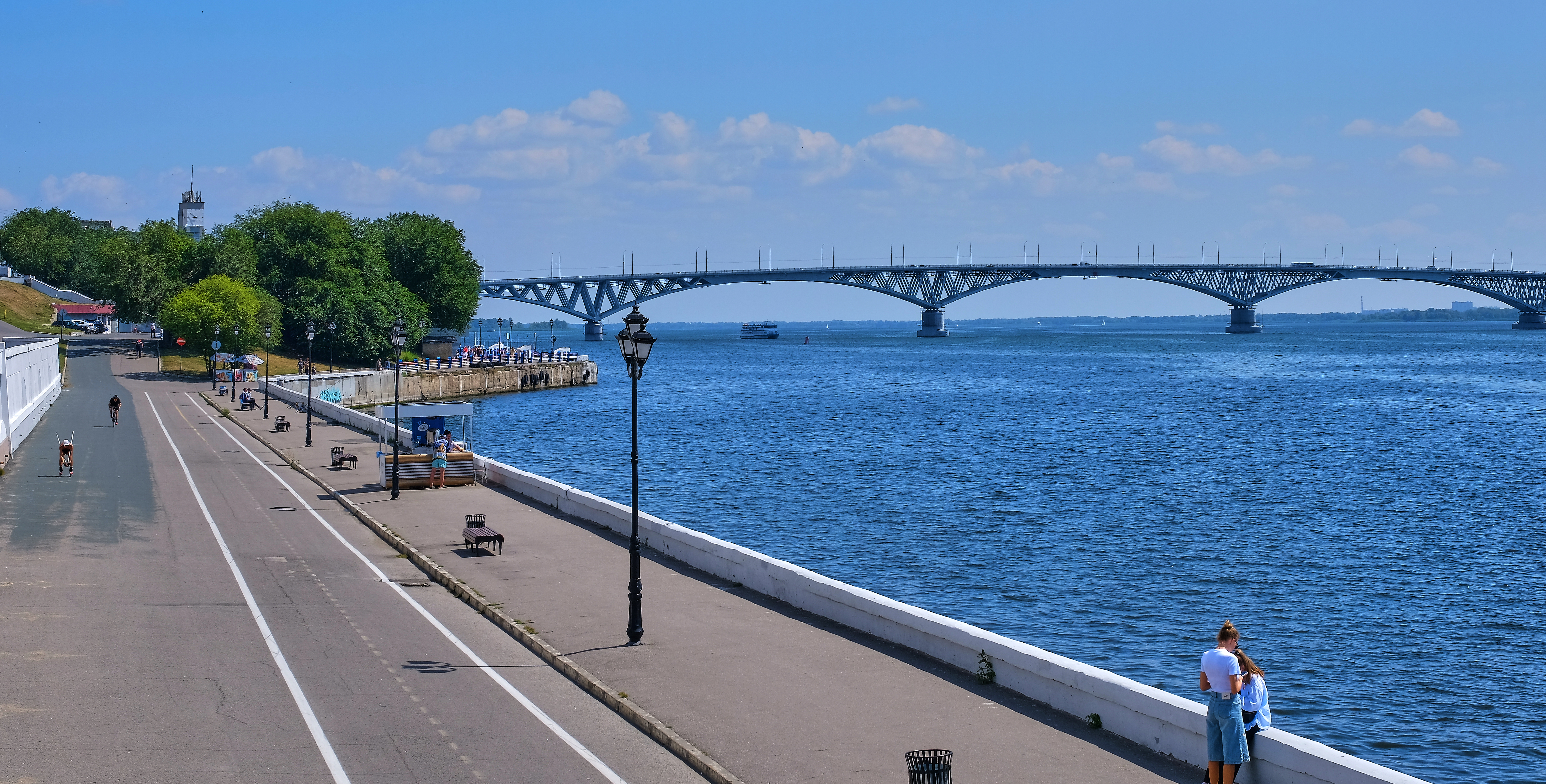
Вид на автодорожный мост
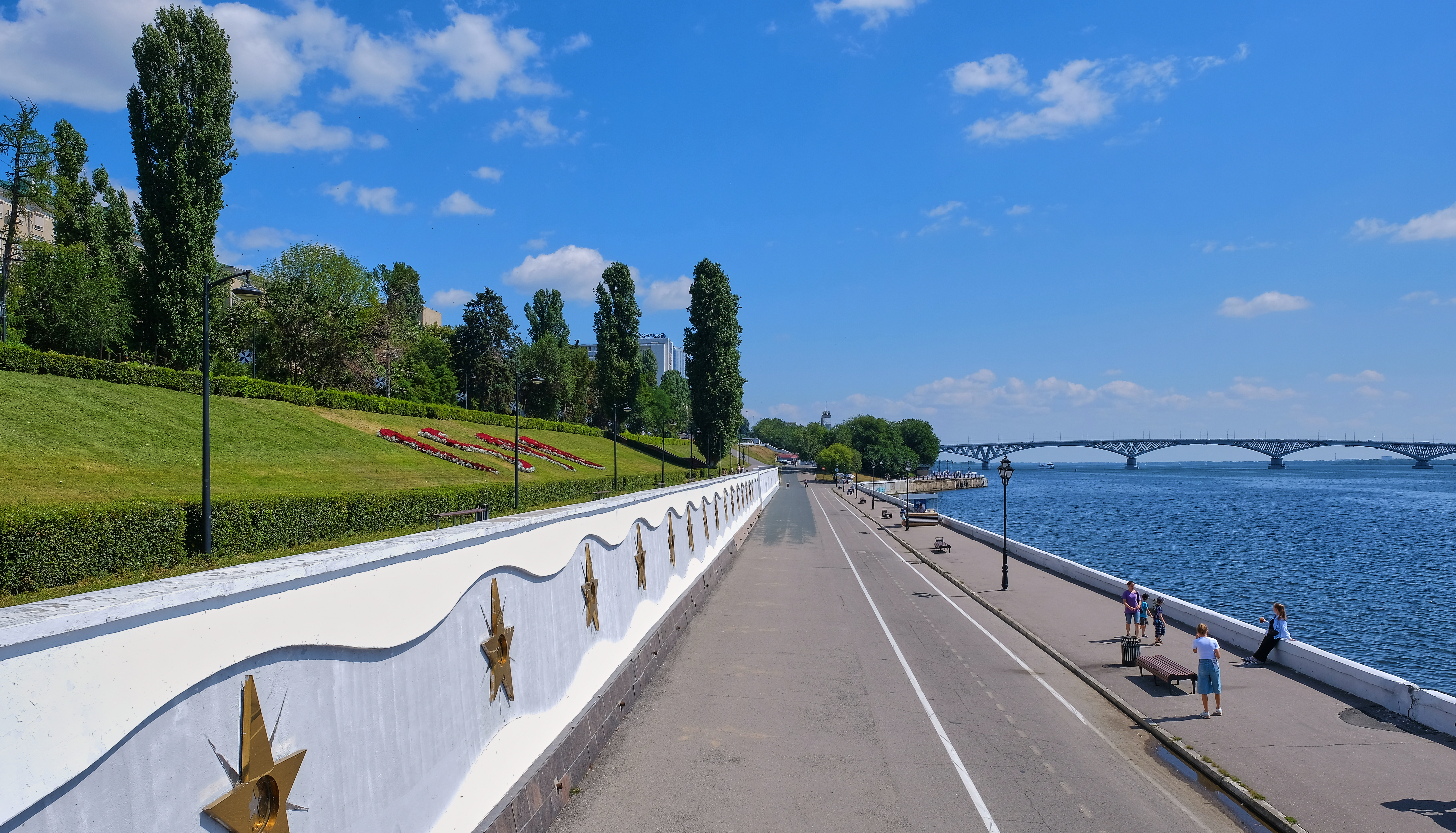
Вид на ярусы набережной
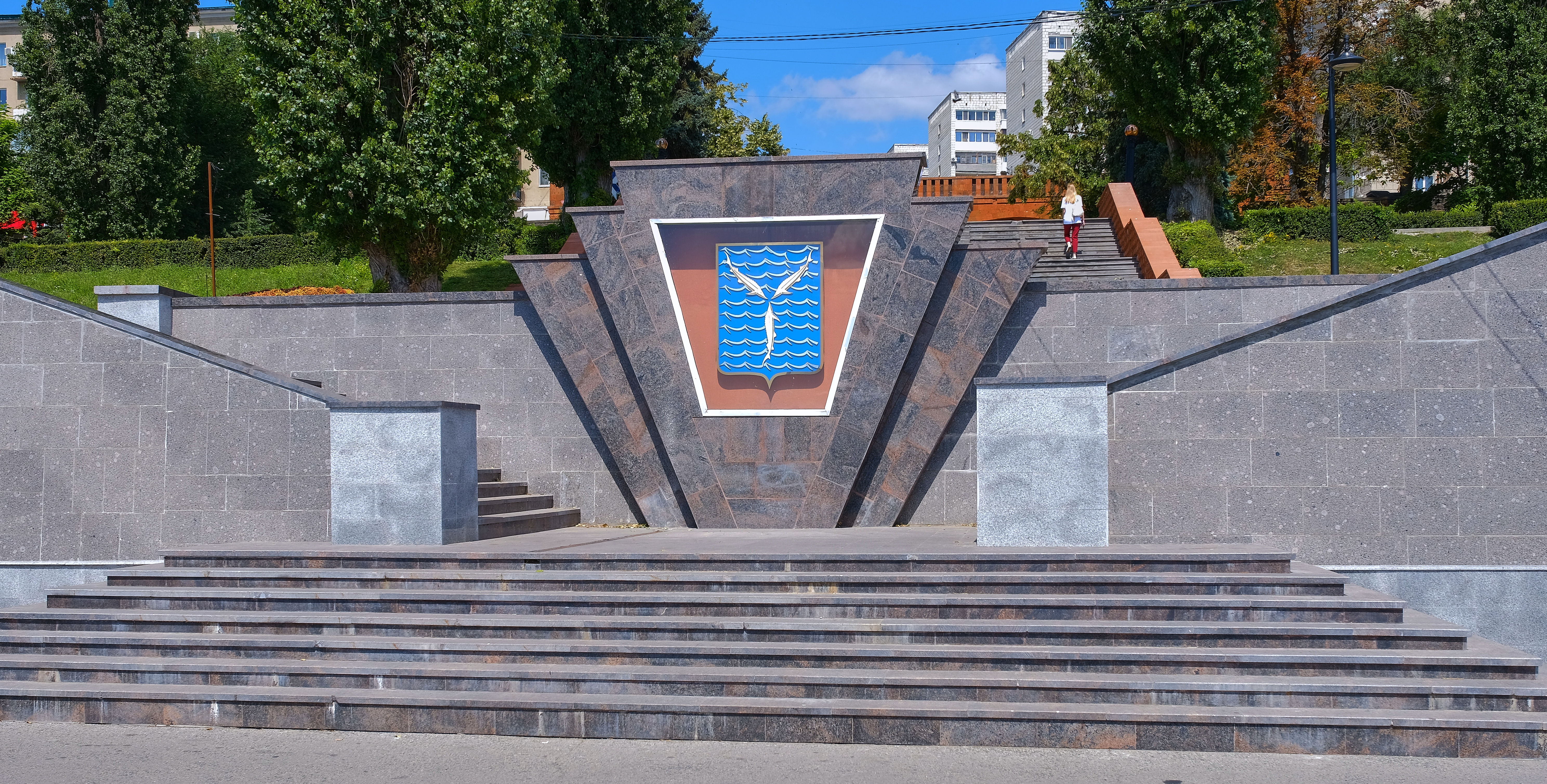
Герб Саратова на набережной
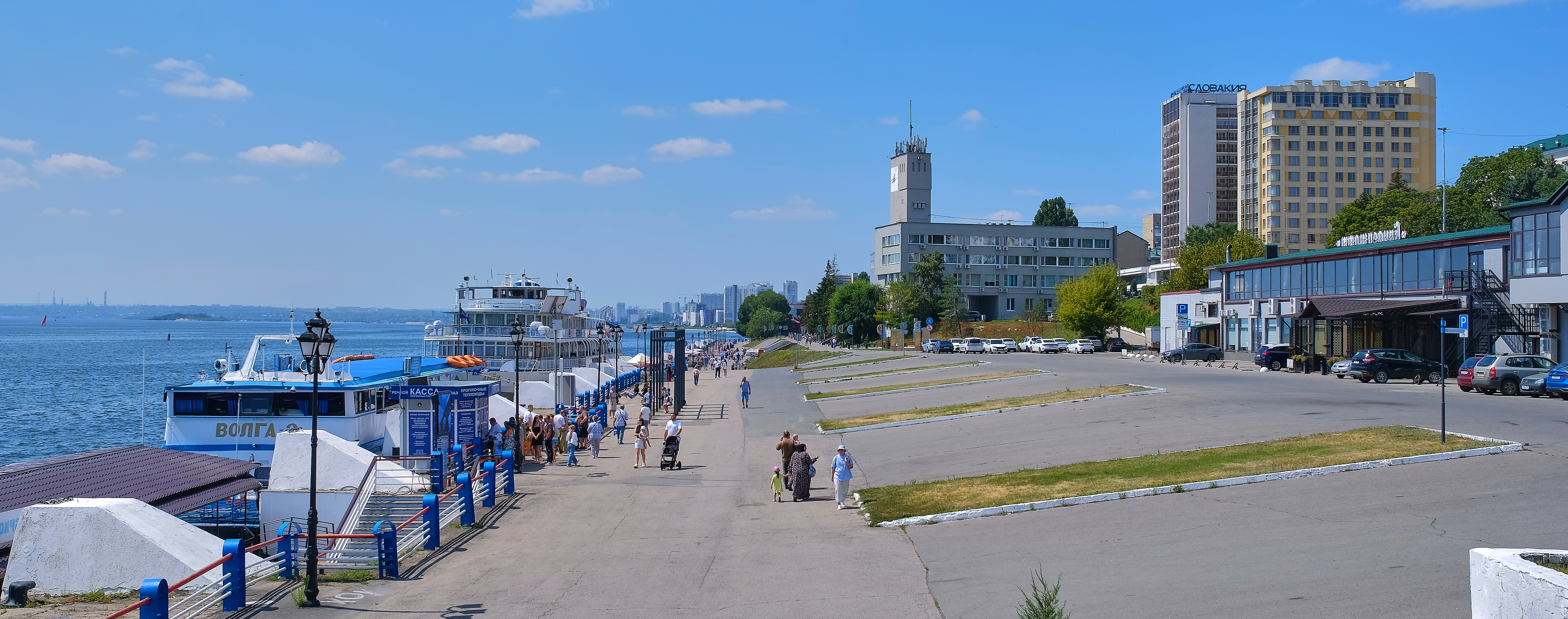
Вид на Речной вокзал